# Giuseppe Orsi

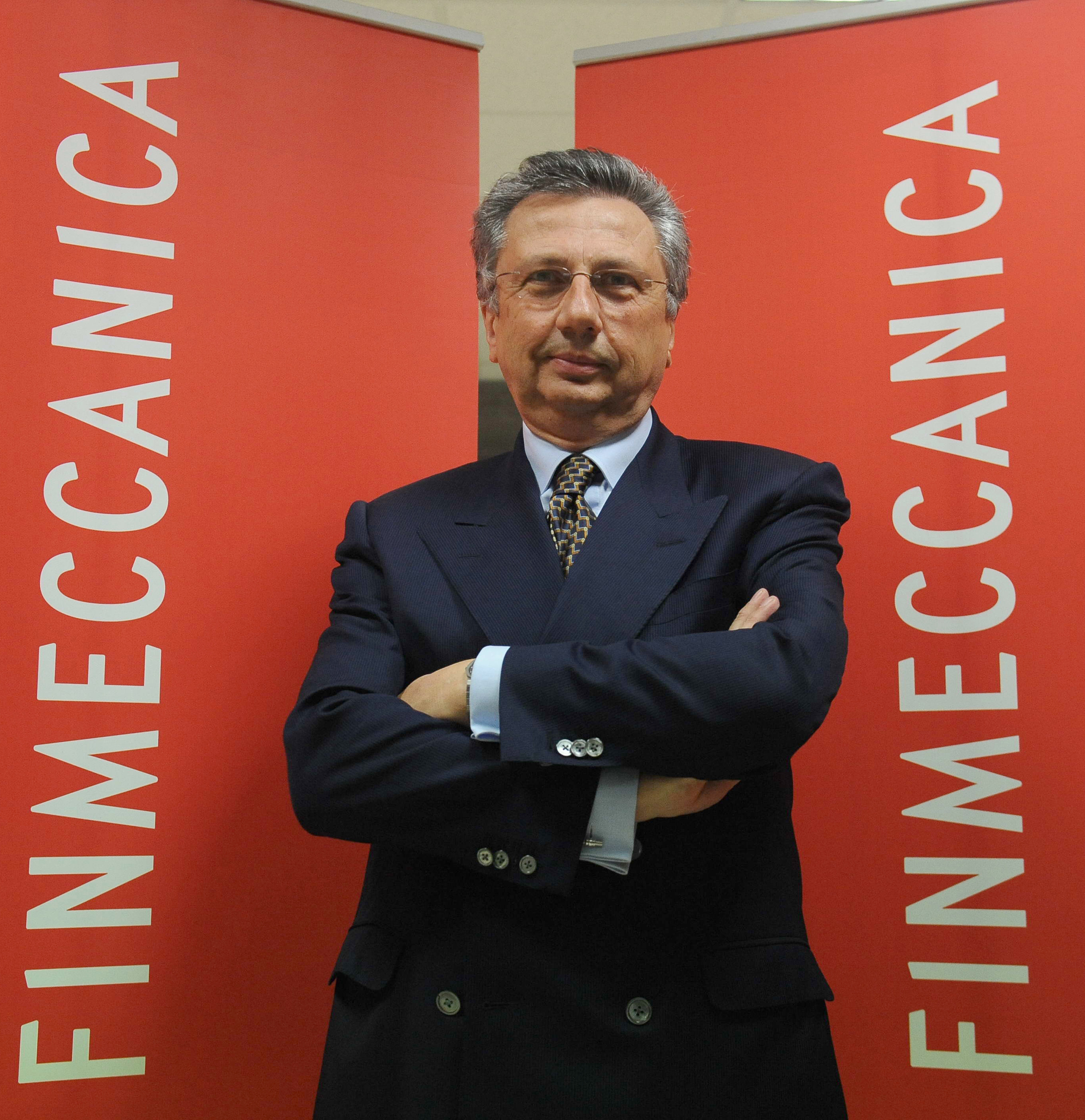
Giuseppe Orsi

Giuseppe Orsi (* 1945 in Piacenza) ist ein italienischer Manager.

## Leben
1973 begann Orsi im italienischen Unternehmen SIAI-Marchetti zu arbeiten, das später vom italienischen Hubschrauberhersteller Agusta übernommen wurde. Orsi leitet von November 2011 bis Februar 2013 als Vorsitzender den italienischen Rüstungskonzern Finmeccanica.
Orsi ist Mitglied der Organisation Royal Aeronautical Society in England.
Im Februar 2013 wurde Orsi wegen Bestechungsvorwürfen im Skandal um den Verkauf von Hubschraubern an das indische Militär verhaftet.

## Preise und Auszeichnungen (Auswahl)
- 2010: Order of the British Empire
- 2010: Freedom of the City von London